# Egidro
Egidro, na mitologia grega, foi o sexto rei de Sicião, reinando por 34 anos, de 1896 a 1862 a.C., sucedendo a Telxíon e sendo sucedido por Turímaco. Eusébio se baseou em Castor de Rodes ao descrever os reis de Sicião.
Segundo Pausânias, Egidro era filho de Telxíon (Thelxion), e foi o pai de Turímaco.
No nono ano do seu reinado, Cres, um autóctone, tornou-se o primeiro rei de Creta.
Isaac Newton criticou a cronologia dos reis de Sicião, atribuída a Timeu e Eratóstenes, calculando que eles reinaram em média de trinta e cinco a quarenta anos (quando um valor mais coerente seria de dezoito a vinte anos); e como os dezoito reis de Sicião (entre Egialeu e Epopeu) não fizeram nada, ele considera que eles nunca existiram, tendo sido inventados pelos cronologistas gregos para colocar a fundação de cidades na Grécia em um tempo bem mais antigo do que o que supôs ser o certo.